# New Gloucester
New Gloucester är en kommun (town) i Cumberland County i Maine. Kommunen har fått sitt namn efter Gloucester, Massachusetts. Enligt 2010 års folkräkning hade New Gloucester 5 542 invånare.

## Kända personer från New Gloucester
- Samuel C. Fessenden, politiker